# Hestur
Hestur (Deens: Hestø) is een van de eilanden van de Faeröer, gelegen ten westen van Streymoy en ten zuiden van Koltur. Hestur betekent paard in het Faeröers.
Er zijn vier bergen op Hestur: Nakkur (296 meter), Múlin (421 meter), Eggjarrók (421 meter) en Álvastakkur (125 meter). In het noorden van Hestur is er een heidelandschap met vier kleine meren, waarvan Fagradalsvatn het grootste is. Op Haelur, Hesturs zuidelijkste punt, staat een vuurtoren.
Het eiland heeft één bewoonde plaats die ook Hestur heet en 37 inwoners telt (2007). Er werd een school gebouwd in 1890 en een kerk in 1910. Vanuit het dorp is er een mooi uitzicht over Gamlarætt en Velbastaður op Streymoy. In 1919 was een ongeluk met een vissersboot fataal voor een derde van de totale mannelijke bevolking van Hestur. Om de ontvolking tegen te gaan werd in 1974 een zwembad gebouwd in Hestur. Op het zuidelijke deel van het eiland is er een camping.
De postcode van Hestur is FO 280. Het eiland hoort sinds 1 januari 2005 tot de gemeente Tórshavn.

## Externe link

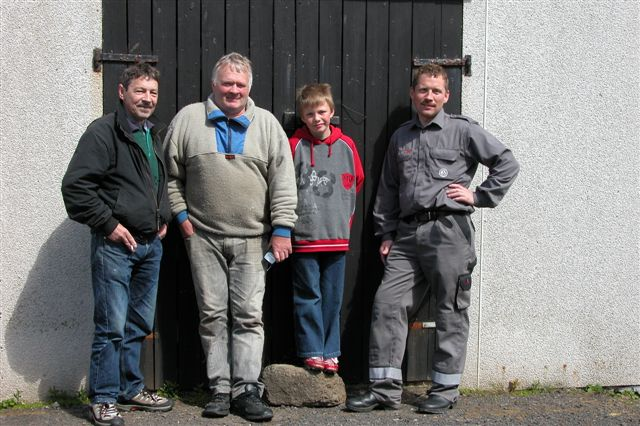
Bewoners van Hestur